# Kalomo
Kalomo – miasto w południowej Zambii, w Prowincji Południowej. Według danych szacunkowych na rok 2010 liczyło 15 394 mieszkańców.